# Trybunał inkwizycji w Novarze
Trybunał inkwizycji w Novarze – sąd inkwizycyjny, mający swą siedzibę w Novarze, należącej do 1738 do Księstwa Mediolanu, a następnie do Księstwa Sabaudii-Piemontu. Istniał w latach 1505–1800. Był kierowany przez dominikanów i od połowy XVI wieku należał do struktur inkwizycji rzymskiej.

## Historia
W XIV i XV wieku diecezja Novary należała do wielkiego okręgu inkwizytorskiego położonego w ramach dominikańskiej prowincji Lombardii i Marchii Genueńskiej, obejmującego także diecezje Vercelli, Ivrei i Como. Nominacje inkwizytorskie leżały w gestii władz zakonu dominikanów. W maju 1505 generał zakonu dominikanów Vincenzo Bandello rozbił ten wielki okręg na trzy mniejsze (Vercelli, Como i Novara) i mianował osobnego inkwizytora dla diecezji Novary. W roku 1519 inkwizytor Novary Domenico Visconti przewodniczył procesom o czary w miejscowości Suno, zakończonym spaleniem dziesięciu domniemanych czarownic.
W 1542 papież Paweł III utworzył w Rzymie Świętą Kongregację Rzymskiej i Powszechnej Inkwizycji (Święte Oficjum), która w ciągu następnych kilkudziesięciu lat podporządkowała sobie prawie wszystkie włoskie trybunały inkwizycyjne, m.in. przejęły od władz zakonnych prawo mianowania inkwizytorów. Diecezja Novary położona była w strefie bezpośrednio zagrożonej przenikaniem idei reformacji, wówczas obejmowała zresztą także część Szwajcarii. Pierwszym inkwizytorem Novary mianowanym (albo przynajmniej zatwierdzonym) przez Święte Oficjum był Domenico Buelli (1570–1603). W tradycji swego zakonu został zapamiętany jako gorliwy inkwizytor, niestrudzony prześladowca heretyków i czarownic. W 1586 doprowadził do spalenia na stosie niejakiego Battisty Fariny, uznanego za heretyka recydywistę. W czasie jego urzędowania papież Pius V nadał inkwizytorom Novary stałą pensję z dochodów diecezji. Skąpo zachowane źródła wskazują jednak, że na przełomie XVI i XVII wieku główną rolę w zwalczaniu odstępstw doktrynalnych w diecezji Novary odgrywał nie trybunał inkwizycyjny, lecz sąd biskupi, zwłaszcza w okresie pontyfikatu Carlo Bascape (1593–1615).
W 1738 Novara przeszła pod władzę dynastii sabaudzkiej. Odmiennie niż w przypadku większości pozostałych trybunałów piemonckich, rząd Księstwa Sabaudii-Piemontu nie doprowadził do faktycznej redukcji rangi trybunału w Novarze, zezwalając na mianowanie inkwizytorów aż do końca istnienia trybunału (pozostałym piemonckim trybunałom, na skutek konsekwentnego wetowania nominacji inkwizytorskich przez władze, przewodniczyli wikariusze generalni).
Trybunał inkwizycyjny w Novarze został zniesiony po raz pierwszy 28 stycznia 1799 przez marionetkowy rząd tymczasowy, utworzony przez wojska rewolucyjnej Francji po zajęciu Piemontu kilka tygodni wcześniej. Niedługo potem jednak, w maju 1799, Francuzi zostali wyparci przez Austriaków i Rosjan, którzy przywrócili władzę króla Karola Emanuela IV. 28 lipca 1799 rząd monarchiczny wydał dekret o przywróceniu inkwizycji. Restauracja monarchii trwała jednak krótko. Niespełna rok później Francuzi ponownie zajęli Piemont i utworzona przez nich Rada Piemontu (Consulta del Piemonte) dekretem z dnia 23 lipca 1800 roku definitywnie zlikwidowała miejscowe trybunały, w tym także trybunał w Novarze.

## Organizacja
Siedziba trybunału znajdowała się w konwencie S. Pietro Martire w Novarze. Na jego czele stał inkwizytor wywodzący się z dominikańskiej prowincji św. Piotra Męczennika (Lombardii Górnej), a od roku 1728 w prowincji Obojga Lombardii. Jego jurysdykcja rozciągała się na całą diecezję Novara. Poza Novarą reprezentowany był przez wikariuszy rejonowych, nadzorujących mniejsze subdystrykty. W przeciwieństwie do innych okręgów inkwizytorskich, w Novarze nie było nigdy Bractwa Świętego Krzyża, czyli świeckiego stowarzyszenia wspierającego materialnie inkwizytora.
Na początku XVIII wieku trybunał w Novarze zaliczany był w wewnętrznej hierarchii zakonu dominikańskiego do trybunałów drugiej (pośredniej) klasy.

## Lista inkwizytorów (1505–1800)
Znana jest dokładna i pełna lista inkwizytorów Novary od roku 1505 do nominacji Bernardino Cadoliniego w 1732. Dla późniejszego okresu natomiast poniższy wykaz może być niekompletny z uwagi na wyrywkowo jedynie ustaloną chronologię urzędowania poszczególnych inkwizytorów. Większość inkwizytorów należało do dominikańskiej prowincji św. Piotra Męczennika, jednak Luigi Maria Lucini (1707–1714) oraz wszyscy inkwizytorzy począwszy od 1728 byli członkami prowincji Obojga Lombardii.
- Alberto Bossi da Novara OP (1505–1508)
- Domenico Visconti da Novara OP (1508–1530?)
- Bernardino Crivelli OP (1530–1560)
- Leonardo Lapini da Firenze OP (1560–1567)
- Ludovico Codebo da Milano OP (1568–1570)
- Domenico Buelli da Arona OP (1570–1603)
- Gregorio Manini da Gozzano OP (1603–1623)
- Basilio Della Porta da Novara OP (1623–1626)
- Sebastiano Borsa OP (1626–1636)
- Gregorio Oroboni da Milano OP (1636–1668)
- Giuseppe Maria Visconti da Milano OP (1668–1693)
- Simpliciano Visconti da Milano OP (1693–1707)
- Luigi Maria Lucini OP (1707–1714)
- Domenico Francesco Egidio Luri da Bastia OP (1714–1728)
- Giuseppe Maria Galli da Como OP (1728–1731)
- Ermete Giacinto Visconti OP (1731–1732)
- Bernardino Cadolini OP (1732–1746)
- Giuseppe Ignazio Zabberoni OP (1746–1750)[9]
- Pio Filippo Massara di Vigevano OP (1750–1777)
- Vincenzo Colombani da Forlì OP (1777–1800?)